# Fribas

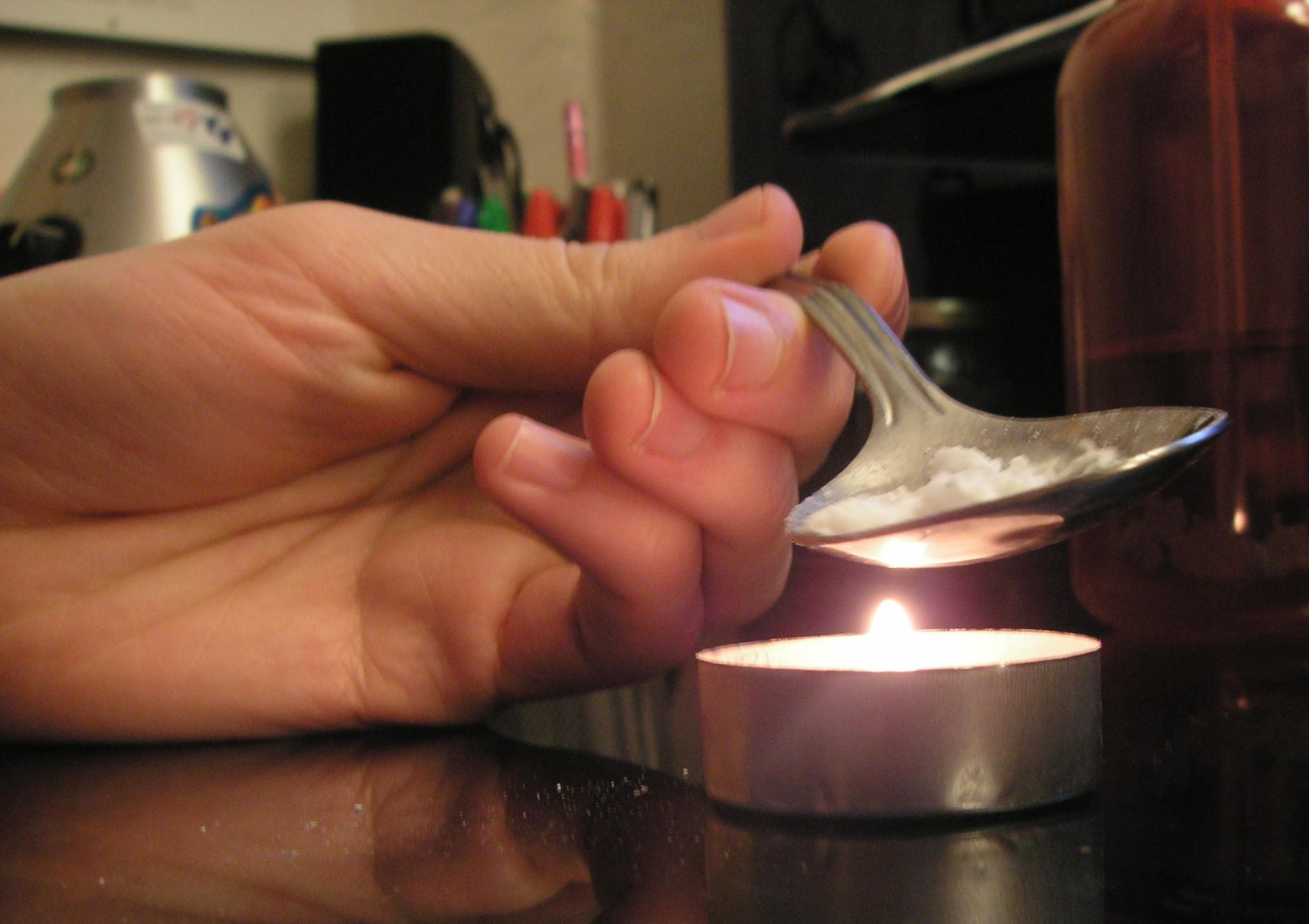
Freebasing av Crack-kokain. Drogen förångas med tillsatt värme underifrån och inhaleras.

 En fribas är en amin (oftast alkaloid) i sin oladdade, basiska form. Motsatsen till fribasform är saltform, i vilken amingruppen har tillförts en proton för att bli positivt laddad, och en negativt laddad motjon, vilket gör det hela elektriskt neutralt. Beteckningen fribas används ofta i sammanhang med olika droger som är alkaloider. Fribas är även namnet på kemiska droger där syftet är att inhalera rök eller ångor från en drog. Till detta används oftast en vikt foliebit som drogen placeras på, och värme blir sedan applicerad underifrån för att få drogen att koka och frige rök som sedan inhaleras med hjälp av exempelvis ett rör.

## Kemiska egenskaper

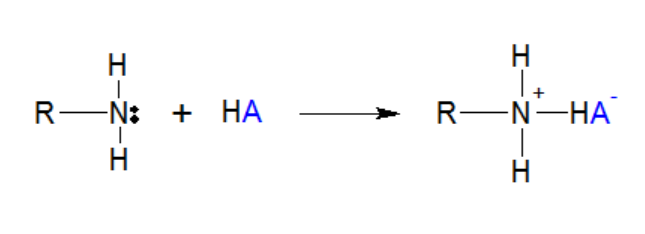
Neutralisationsreaktion med bildning av alkylammoniumsalt

En fribas kan förklaras som den konjugerade basen till dess saltform och saltformen som den konjugerande syran. Fribasen är den deprotonerade formen medan saltformen är den protonerade formen. Aminer är i sin naturliga deprotonerade form oladdade.
Eftersom aminen kan agera som en Bronsted-Lowry bas så kommer den, vid kontakt med Bronsted-Lowry syra, att uppta en positivt laddad vätejon och bilda en alkylammoniumjon (RNH3+). Därefter kommer en anjon att binda till molekylen vilket leder till att saltet får neutral nettoladdning. Eftersom denna reaktion är en neutralisationsreaktion kommer det att leda till bildandet av ett salt (generell reaktion se figur till höger). Där det oparade elektronparet binder till en positivt laddad vätejon och då själv får en positiv laddning. Denna laddning neutraliseras sedan av motjonen A-.
På grund av att en alkaloid i sin fribasform oftast är i oladdad form kommer detta leda till att den, jämförelsevis med dess saltform, får lägre vattenlöslighet, högre löslighet i opolära lösningsmedel, samt lägre kokpunkt.
Vissa vanliga droger som oftast kan köpas i sin saltform på gatan, förångas vid en sådan hög kokpunkt att de kommer att förstöras innan det bildas några ångor av drogen, vilket gör den olämplig att administreras via rökning. För att kunna röka drogen måste den då omvandlas till sin fribasform. Det vanligaste exemplet på detta är crack-kokain som är kokainets fribasform, som vanligtvis säljs i sitt hydrokloridsalt.
Olika alkaloider påverkas dock olika av omvandling mellan deras salt/fribasform. Amfetamin som i sitt sulftatsalt brukar uppträda i fast fas i rumstemperatur medan den i sin fribasform består av en färglös flytande vätska. Kokain däremot är i sitt saltform ett pulver och i sin rena fribasform av kristallin form.

## Farmakologi
Drogens form har påverkan på dess farmakologiska egenskaper och eftersom fribasen är mera lämpad att intas via rökning leder detta till ett snabbare upptag och starkare effekt av drogen. Eftersom upptaget och avverkan av drogen är så pass snabba för crack-kokainet leder detta till en avsevärt högre beroendepotential (se tabell 1). Det som är viktigt att tas i åtanke är att dessa skillnader inte nödvändigtvis är samma som för andra alkaloider, även om liknande tendenser med största sannolikhet kan antas.               
|                               | Kokainhydroklorid | Crack-kokain |
| ----------------------------- | ----------------- | ------------ |
| Populärast administreringsväg | Nasalt            | Rökning      |
| Kokpunkt (°C)                 | 190               | 90           |
| Verkningshastighet (min)      | 1-3               | 0.2          |
| Avverkningshastighet (min)    | 30                | 15           |
| Beroendepotential (0-100)     | 50                | 100          |

## Syra-bas extrahering
Eftersom fribaser och salter skiljer sig i laddning kan alkaloiderna, med hjälp av metoden syra-bas extraheringen, renas ur sitt respektive organiska material.
Principen av syra-bas extrahering är att två ämnen är lösta i ett opolärt lösningsmedel, till exempel dietyleter, aceton osv. Det ena ämnet (alkaloiden, i detta fall) kommer reagera med baser och syror, och därav kunna bli protonerat/deprotonerat. Medan det andra ämnet är neutralt och inte påverkas av pH-förändringar.
Därefter tillsätts en syra (till exempel saltsyra) löst i vatten och blandningen skakas. Detta kommer att leda till att alkaloiden kommer bli protonerad medan det neutrala ämnet kommer lösa sig i den opolära supernatanten, som då kan separeras.
Metoden har nu kommit till att det neutrala ämnet är bortseparerat men alkaloiden är fortfarande inte i sin rena form utan löst i polärt lösningsmedel. Tillsättning av ytterligare opolärt lösningsmedel samt ett basiskt ämne (till exempel natriumhydroxid), kommer att göra alkaloiden neutralt som då kommer att lösa sig i det opolära vätskelagret. Om det opolära lösningsmedlet separeras och låter dunstas, kommer endast de rena alkaloiderna vara kvar.